# 瑪雅神話
瑪雅神話指的是中美洲瑪雅人的神話，瑪雅文明目前已經滅絕，僅能從遺跡推敲其文明。據了解，瑪雅人的主要信仰為瑪雅國王的守護神：美洲豹、天空的守護者：鵰鳥、世界树。瑪雅人因世界樹的高大而相信它是支撐天堂和人界的樹（如同北歐神話一般），是亡魂進入天堂的道路。

## 創世神話
《波波爾·烏》創世篇的故事可以知道神話的概略：最初的世界是一個空曠的空間和海洋，此時出現特佩烏與古庫馬茲。中部美洲創世神話則說神用黏土造人，但泥人易碎；後來神又用木頭造人，卻沒心沒腦，不會討好神明，於是神再用雨摧毀人。最後，神選用黃和白的玉米磨成粉捏造人，創造的結果讓神很滿意。馬雅人認為他們是神捏塑出來的創造成果，於是自稱「玉米人」。

## 玉米神
玉米神尤姆·卡克斯是象徵瑪雅文明世界觀的重要角色。在《波波爾·烏》創世篇的故事中，玉米神讓地上長出新芽成長轉變成為擴散於天界的東南西北四方，延生於地平線四個角落的生命之樹：吉貝樹。

## 外部連結
- Public domain translations of some important Maya texts （页面存档备份，存于）, including Popol Vuh, Chilam-Balam.（英文）
- Representation of Deities of the Maya Manuscripts （页面存档备份，存于）, by Paul Schellhas, 1904, from Project Gutenberg（英文）